# Nueva Palestina (Chiapa de Corzo)
Nueva Palestina es una localidad del estado mexicano de Chiapas. Es parte del municipio de Chiapa de Corzo.

## Demografía
| Gráfica de evolución demográfica |
|                                  |

| Censo | Población |
| ----- | --------- |
| 1921  | 106       |
| 1930  | 291       |
| 1940  | 150       |
| 1950  | 270       |
| 1960  | 464       |
| 1970  | 513       |
| 1980  | 88        |
| 1990  | 661       |
| 2000  | 697       |
| 2010  | 935       |
| 2020  | 1 014     |